# Brooklyn Navy Yard

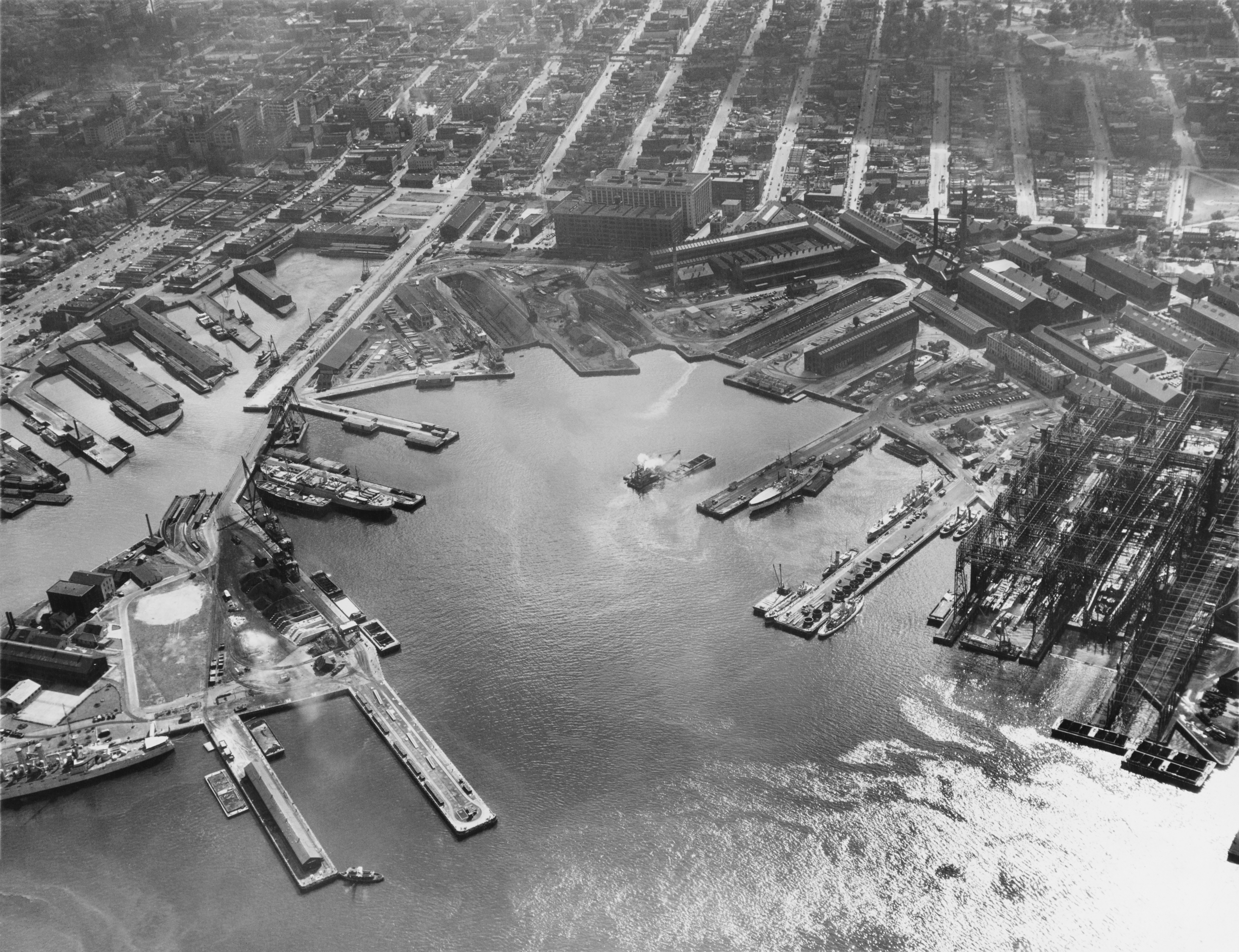
Територія суднобудівного заводу «Бруклін Неві Ярд» у Нью-Йорку. 1918

«Бруклін Неві Ярд» (англ. Brooklyn Navy Yard) — американська верф і промисловий комплекс, що існували в Брукліні в Нью-Йорку. Бруклінська військово-морська верф (спочатку відома як Нью-Йоркська військово-морська верф (New York Navy Yard) розміщувалася на Іст-Рівер у затоці Воллабаут, напівкруглому вигині річки навпроти Корліарс Хук на Мангеттені. На заході комплекс обмежувався військово-морською вулицею, на півдні — Флашинг-авеню, на сході — Кент-авеню, а на півночі — Іст-Рівер. Ділянка, яка займає 225,15 акрів (91,11 га), внесена до Національного реєстру історичних місць.
Бруклінська військово-морська верф була заснована в 1801 році. З початку 1810-х до 1960-х років вона була діючою корабельнею ВМС Сполучених Штатів, а також була відома як Військово-морська верф США, Бруклінська та Нью-Йоркська військово-морська верфі в різні періоди своєї історії. «Бруклін Неві Ярд» виробляв дерев'яні кораблі для ВМС США протягом 1870-х років, побудував перший броньований військовий корабель у 1862 році та в середині 1860-х років перейшов до виробництва сталевих кораблів після завершення Громадянської війни в США. Незадовго до Першої світової війни він виготовив деякі з останніх лінійних кораблів ВМС до появи дредноутів, а під час Другої світової війни виконував капітальний ремонт американських лінкорів.
Бруклінська військово-морська верф кілька разів розширювалася, і на піку свого розвитку займала понад 356 акрів (144 га). Зусилля 75 000 робітників під час Другої світової війни принесли верфі прізвисько «Верф, що може й зробить». У 1966 році Navy Yard було дезактивовано як військовий об'єкт, але продовжував використовуватися приватними підприємствами. Зараз на цьому об'єкті знаходиться промислово-комерційний комплекс, яким керує уряд Нью-Йорка, пов'язаний як з ремонтом і обслуговуванням суден, а також офісні та виробничі приміщення для неморських галузей.
Бруклінська військово-морська верф включає десятки споруд, деякі з яких датуються XIX століттям. Бруклінський військово-морський госпіталь, медичний комплекс на східній стороні території Бруклінської військово-морської верфі, служив лікарнею корабельні з 1838 до 1948 року. Сухий док 1, один із шести сухих доків на верфі, був завершений у 1851 році та значиться як пам'ятка Нью-Йорка. Колишні споруди включають Адміральський ряд, групу резиденцій офіцерів у західній частині двору, яку було знесено в 2016 році для нового будівництва. Кілька нових будівель було побудовано наприкінці XX та на початку XXI століть як частину міського торгово-промислового комплексу. Резиденція коменданта, яка також є національною історичною пам'яткою, розташована осторонь від головного флоту.

## Відомі кораблі та судна, побудовані на Бруклінській військово-морській верфі
- «Коннектикут», пре-дредноут, головний у своєму типі
- «Нью-Йорк», лінійний корабель, головний у своєму типі
- «Аризона», лінійний корабель типу «Пенсильванія»
- «Нью-Мексіко», лінійний корабель типу «Нью-Мексіко»
- «Теннессі», лінійний корабель типу «Теннессі»
- «Норт Керолайна», лінійний корабель типу «Норт Керолайна»
- «Бон Омм Річард», важкий ударний авіаносець типу «Ессекс»
- «Франклін Рузвельт», важкий ударний авіаносець типу «Мідвей»
- «Констелейшн», важкий ударний авіаносець типу «Кітті-Хок»